# Hacettepe Red Deers 2022
Questa voce raccoglie le informazioni riguardanti gli Hacettepe Red Deers nelle competizioni ufficiali della stagione 2022.

## 1. Lig 2022

### Stagione regolare
| 18 aprile 2022 1ª giornata | Hacettepe Red Deers | 0 – 37 | ODTÜ Falcons |  |

| 1º maggio 2022 2ª giornata | Hacettepe Red Deers | 23 – 21 | Koç Rams |  |

| 22 maggio 2022 3ª giornata | Sakarya Tatankaları | 40 – 0 | Hacettepe Red Deers |  |

| 29 maggio 2022 4ª giornata | Hacettepe Red Deers | 0 – 30 | Gazi Warriors |  |

| 12 giugno 2022 5ª giornata | Boğaziçi Sultans | 27 – 6 | Hacettepe Red Deers |  |

| 19 giugno 2022 6ª giornata | Hacettepe Red Deers | 13 – 41 | ITÜ Hornets |  |

## Statistiche di squadra
| Competizione      | %Vittorie | In casa | In casa | In casa | In casa | In casa | In casa | In trasferta | In trasferta | In trasferta | In trasferta | In trasferta | In trasferta | Totale | Totale | Totale | Totale | Totale | Totale |
| Competizione      | %Vittorie | G       | V       | N       | P       | Pf      | Ps      | G            | V            | N            | P            | Pf           | Ps           | G      | V      | N      | P      | Pf     | Ps     |
| ----------------- | --------- | ------- | ------- | ------- | ------- | ------- | ------- | ------------ | ------------ | ------------ | ------------ | ------------ | ------------ | ------ | ------ | ------ | ------ | ------ | ------ |
| Stagione regolare | .167      | 4       | 1       | 0       | 3       | 36      | 129     | 2            | 0            | 0            | 2            | 6            | 67           | 6      | 1      | 0      | 5      | 42     | 196    |
| Totale            | .167      | 4       | 1       | 0       | 3       | 36      | 129     | 2            | 0            | 0            | 2            | 6            | 67           | 6      | 1      | 0      | 5      | 42     | 196    |